# Ekō-in
Le Ekō-in (回向院, Ekōin), aussi connu sous le nom de Honjo Ekō-in, est un temple bouddhiste de la Terre pure situé à Ryōgoku, Tokyo. Le nom formel du temple est Shoshuzan Muen-ji Ekōin (諸宗山 無縁寺 回向院), renvoyant au principe fondateur du Pariṇāmanā (en), c'est-à-dire la propagation de la bienveillance du bouddha Amida à toutes les âmes de tous les êtres vivants.

## Histoire
Le 2 mars 1657, le grand incendie de Meireki détruit 60 à 70 % de la ville d'Edo (Tokyo) et cause la mort de quelque 100 000 personnes. Le shogun Tokugawa Ietsuna souhaite commémorer les victimes de l'incendie dont, pour la plupart, les proches ne leur ont pas survécu. À cet effet, il érige un monument appelé le Banninzuka (« tertre du million d'âmes ») et organise un grand service commémoratif conduit par Junyo Jōjin (遵誉上人, saint prêtre de Junyo) de Zōjō-ji.
Un temple pour les fidèles du bouddha Amida est construit à la même période. Telle est l'origine de Ekoin, qui continue aujourd'hui d'offrir un lieu de repos pour toute âme qui n'a pas laissé derrière elle des parents, y compris les victimes de catastrophes naturelles, les prisonniers et les animaux.

## Sumo
Le temple est connu comme lieu de tournoi de sumo durant les périodes Edo et Meiji. Le kanjin-zumō, fonds de charité et de collecte autorisé par le shogunat Tokugawa et à l'origine de l'actuelle Association japonaise de sumo, se réunit pour la première fois dans le temple en septembre 1768. Le temple est l'emplacement de tous les tournois de sumo, d'octobre 1833 à 1909. Ces soixante-seize années sont connues comme la période du « sumo Ekō-in ».
En 1909, les tournois sont transférés au Ryōgoku Kokugikan originel, arène moderne dans les jardins du temple ayant une capacité de 13 000 spectateurs et surnommée « le grand parapluie d'acier ». Cela contribue à la popularité de ce sport en rendant possible la tenue de tournois de sumo quelle que soit la météo. Toujours dans l'enceinte se trouve un monument appelé Chikarazuka (力塚, « le tertre de la puissance »), construit en 1937 par l'Association des sumos comme mémorial pour les anciens lutteurs. C'est aujourd'hui un lieu où les apprentis lutteurs viennent prier pour obtenir de la puissance.
Après la Seconde Guerre mondiale, les tournois de sumo se déroulent dans différents sites à Tokyo puis dans l'arène Kuramae Kokugikan (en) à Taitō, Tokyo, avant de revenir dans le district de Ryōgoku en 1985. L'actuelle arène Ryōgoku Kokugikan est située à seulement 400 m à peu près du temple.

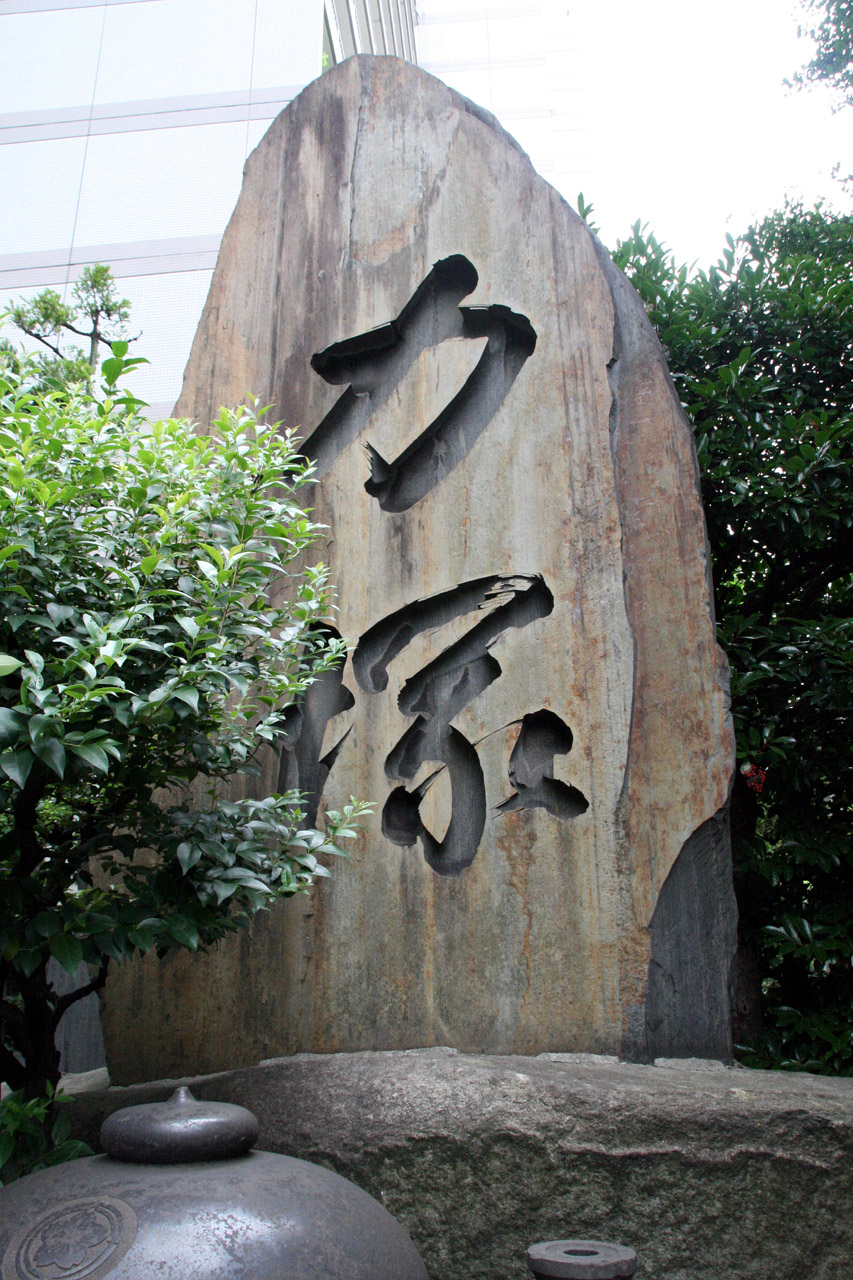
Chikarazuka dans l'enceinte du temple.
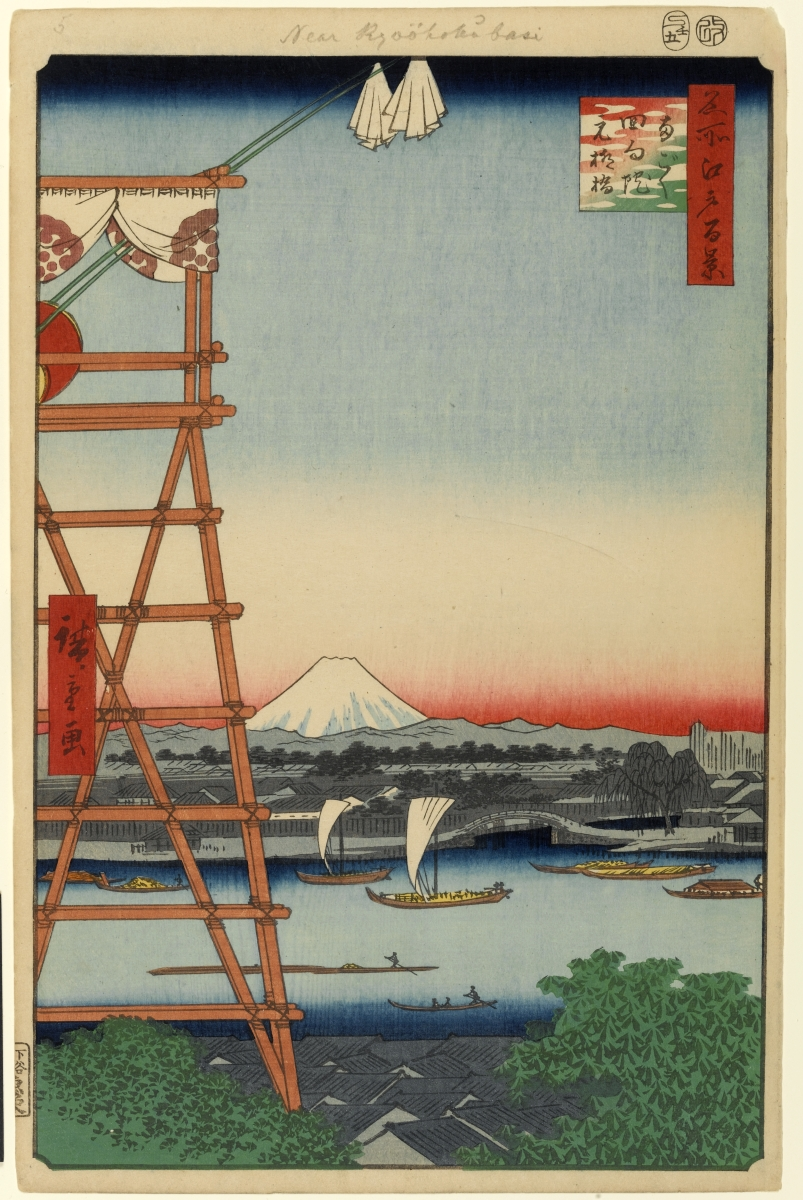
Estampe ukiyo-e de Utagawa Hiroshige montrant la tour d'Ekōin où résonnent les roulements de tambour qui annoncent le début d'un tournoi de sumo, extrait des Cent vues d'Edo.

## Personnalités enterrées au temple
- Takemoto Gidayū (1651-1714), narrateur jōruri
- Santō Kyōden (1761-1816), artiste de l'ère Edo
- Nezumi Kozō (1797-1832), voleur et héros populaire